# Rannaküla (Elva)
Rannaküla – wieś w Estonii, w prowincji Tartu, w gminie Elva.